# 下喉頭動脈
下喉頭動脈（かこうとうどうみゃく）は、頭頸部の動脈の一つ。反回神経と共に気管食道溝を上行して下咽頭収縮筋の最下端部で輪状咽頭筋を貫き、喉頭後部へ到達し、同部の筋肉・粘膜に栄養を供給する。
反対側同名枝の枝及び上甲状腺動脈の枝である上喉頭動脈と吻合する。
喉頭へはこの下喉頭動脈と、上喉頭動脈、上甲状腺動脈輪状甲状枝から血液が供給される。